# Усть-Уркіма
Усть-Уркіма (рос. Усть-Уркима) — село у Тиндинському районі Амурської області Російської Федерації. Розташоване на території українського історичного та етнічного краю Зелений Клин.
Входить до складу муніципального утворення Нюкжинська сільрада. Населення становить 260 осіб (2018).
Населений пункт, як і загалом увесь Тиндинський район, прирівняний до регіонів Крайньої півночі Росії.

## Історія
З 1934 року село ввійшло до складу новоутвореної Зейської області. У 1937-1948 роках село належало до Читинської області. Відтак, 2 серпня 1948 року ввійшло до складу Амурської області.
З 1 січня 2006 року органом місцевого самоврядкування є Нюкжинська сільрада.